# Jun Nishikawa
Jun Nishikawa (西川 潤, Nishikawa Jun, Kanagawa, 21 februari 2002) is een Japans voetballer die als middenvelder speelt bij Cerezo Osaka.

## Clubcarrière
Nishikawa begon zijn carrière in 2019 bij Cerezo Osaka.

## Interlandcarrière
Nishikawa speelde met het nationale elftal voor spelers onder de 20 jaar op het WK –20 van 2019 in Polen.